# Tombe François
La tombe François est le nom donné à une tombe familiale étrusque datant du IVe siècle av. J.-C. découverte sur le site de Vulci en 1857 par l'archéologue florentin Alessandro François et l'historien français Adolphe Noël des Vergers, mandatés par Marie-Alexandrine Bonaparte, femme de Lucien Bonaparte pour des fouilles de leurs domaines princiers à Vulci et Cerveteri.

## Histoire
La tombe François fait partie de la nécropole de Ponte Rotto située aujourd'hui dans la partie orientale du Parco Archeologico Ambientale di Vulci. Son nom provient du nom de son découvreur, l'archéologue Alessandro François, archéologue florentin.

## Description
Il s'agit d'une tombe datant du IVe siècle av. J.-C. (remaniée au IIe siècle av. J.-C.) destiné aux membres de la famille Saties (ou Satis) dont Vel Satis est le commanditaire. Sa femme Tanaquil est également représentée sur les fresques.
Un long dromos (couloir creusé dans le sol pour atteindre la tombe) de 27 m sur 1,30 m de large permet d'accéder à 10 chambres funéraires principales, par un tablinum, la chambre centrale distribuant l'accès à 7 d'entre elles.
Ce tablinum a une voûte en forme de pyramide tronquée, et les chambres, des plafonds à deux pentes avec une poutre centrale columen simulée (traditionnels dans ce genre de sépulture, rappel de la maison du vivant).
Des banquettes le long des murs permettaient de poser les sarcophages et des fresques à sujets mythologiques ornaient les murs.

## Sujets des fresques

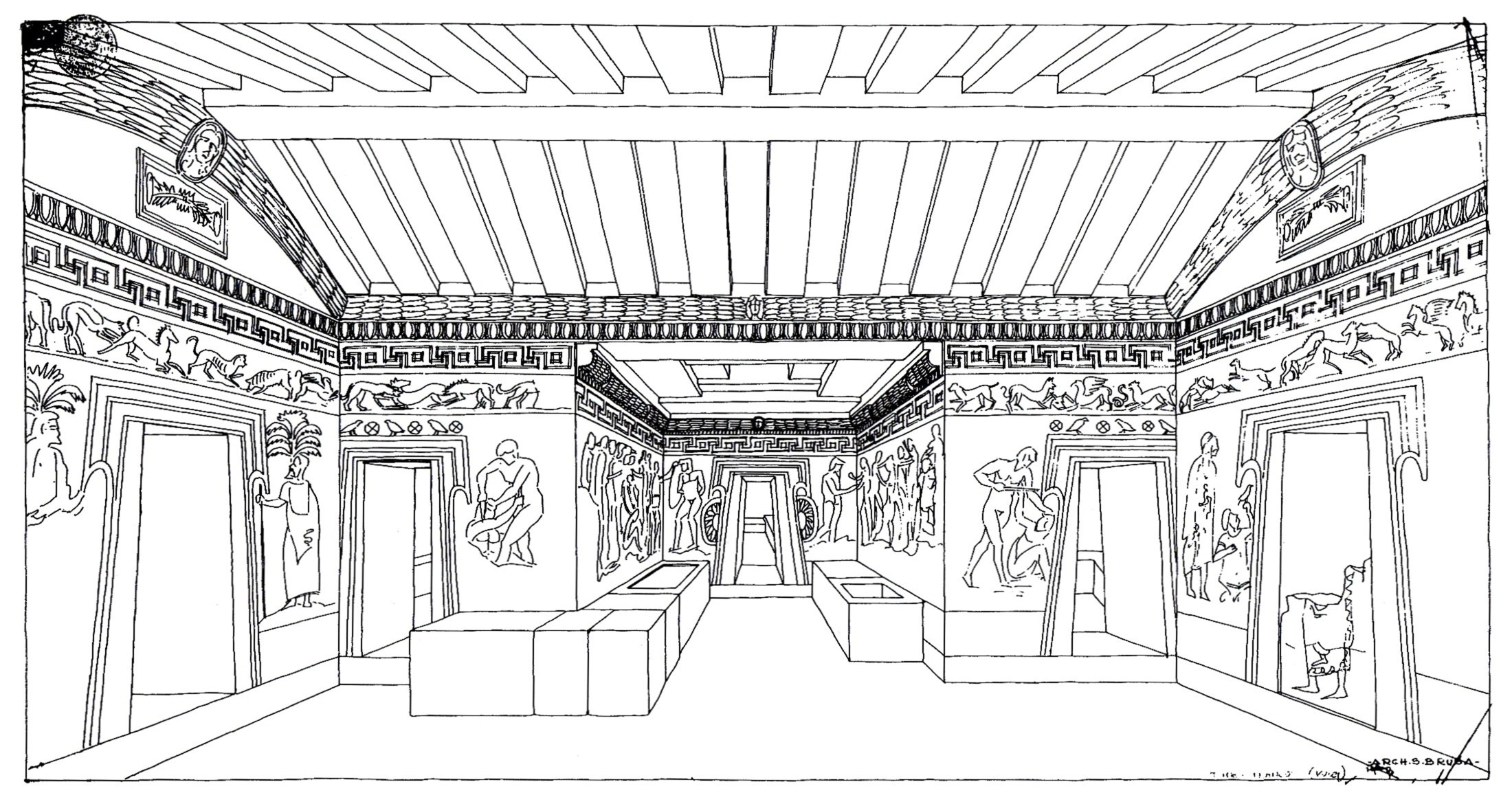
Vue d'ensemble de la tombe.

La chambre centrale en forme de « T » était ornée de fresques, dont la plus grande partie a été détachée des murs en 1862 et transportée à la villa Albani à Rome. En partant de l'entrée on trouvait dans le sens des aiguilles d'une montre :
- Cassandre traînée de l'autel par Ajax fils d'Oïlée
- Nestor et Phénix devant des palmiers
- le duel d'Étéocle et Polynice
- une scène de l'Iliade représentant des prisonniers troyens égorgés par Achille, Agamemnon et Ajax fils de Télamon en l'honneur de Patrocle (désigné par l'expression hinθial patrucles, c'est-à-dire «ombre de Patrocle» en étrusque[2]), en présence de Vanth et Charun
- Caile Vipinas délivré par Macstrana (Mastarna) ; Larth Ultes tuant Laris Papathnas Velznach ; Rasce sur le point de tuer Pesna Arcmsnas Svetimach ;  Aule Vipinas (Aulus Vibenna) tuant Venthi Cavles ...plsachs[3]
- Marce Camitlnas tuant Cneve Tarchunies Rumach
- Vel Saties, le propriétaire de la tombe, et son serviteur atteint de nanisme, Arnza (c'est-à-dire le petit Arnth) tenant par un fil un pic, l'oiseau du dieu Laran. Il pourrait s'agir d'une scène d'observation du vol d'un oiseau à des fins divinatoires[4]. Cependant cette interprétation peut être remise en cause par le fil à la patte de l'oiseau (peu pratique pour observer son vol) ; ce serait plutôt le jeu d'un enfant[5].
- Thanchvil Verati, épouse de Vel Saties
- le martyre de Sisyphe en présence d'Amphiaraüs

## Cycle de peintures
La tombe François est surtout connue pour son cycle de fresques, qui combinait des thèmes de la mythologie grecque (en particulier des cycles troyen et du thébain) avec des thèmes de l'histoire héroïque locale, dans un contexte substantiellement anti-romain. Les scènes sont comparées les unes aux autres avec des intentions analogiques, pour exprimer le concept de vengeance et de rédemption. Les fresques se réfèrent surtout aux guerres entre les Étrusques et les Romains, ces derniers représentés de manière négative, mais aussi aux luttes entre les différentes cités étrusques.
Une scène mythique, liée au mythe de la guerre de Troie , représente le héros grec Achille (Acle) sacrifiant des prisonniers troyens en l'honneur de Patrocle tué par Hector. Achille est représenté avec les divinités étrusques des morts Vanth et Charun à ses côtés, tandis qu'il plonge son épée dans le cou de l'un des prisonniers.

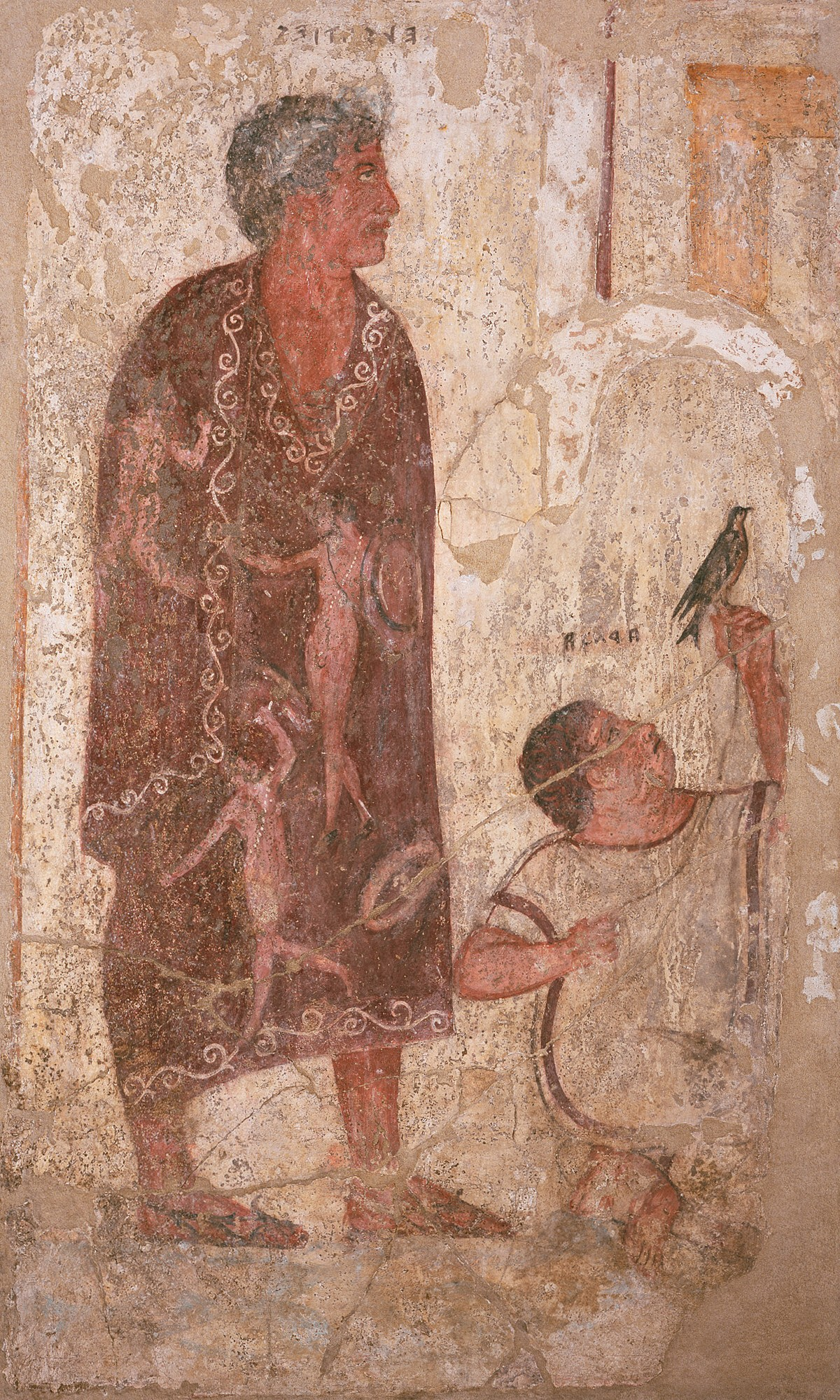
Vel Satis et Arnza.

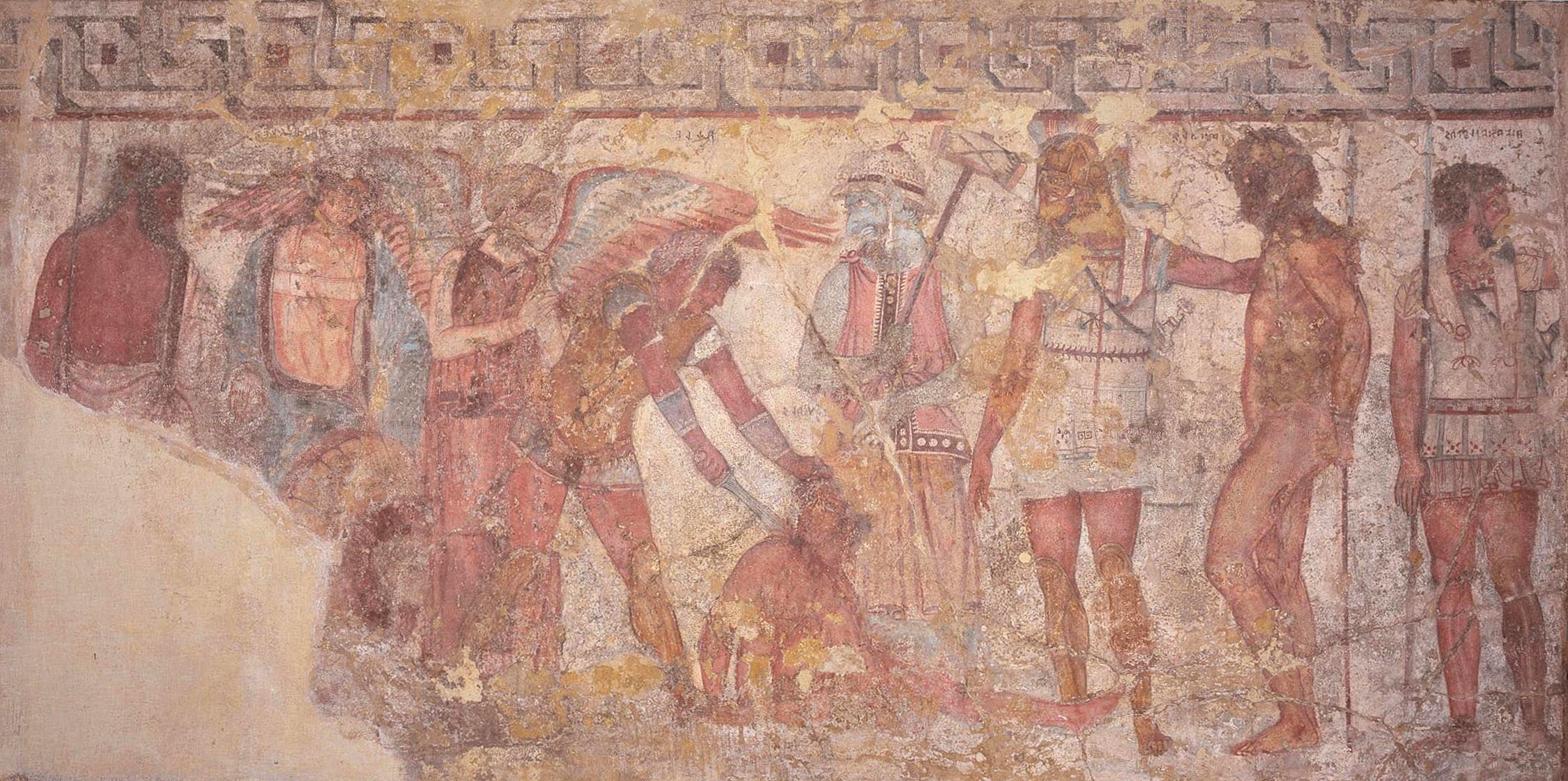
Sacrifice des prisonniers troyens.

Une autre scène historique représente les victoires des Vulcéniens contre d'autres Étrusques : Volsiniens, Suanèses et Sapinates. Dans la même fresque est également représenté Caile Vipinas libéré par Macstarna : les historiens ont concentré leur attention sur cet élément.
Les fresques représentent également Vel Satis, probablement le commanditaire du tombeau, représenté s'apprêtant à tirer les auspices du vol d'un oiseau, retenu par son assistant Arnza : Vel Satis est représenté portant la tenue triomphale étrusque (toga picta et couronne de laurier).

## Reproduction et copie des fresques
Les fresques ont été détachées et sont conservées dans la collection Torlonia à la villa Albani, à Rome, mais des répliques à l'échelle 1/1 ont été exécutées par Carlo Ruspi pour remplacer les originaux dans leur site.

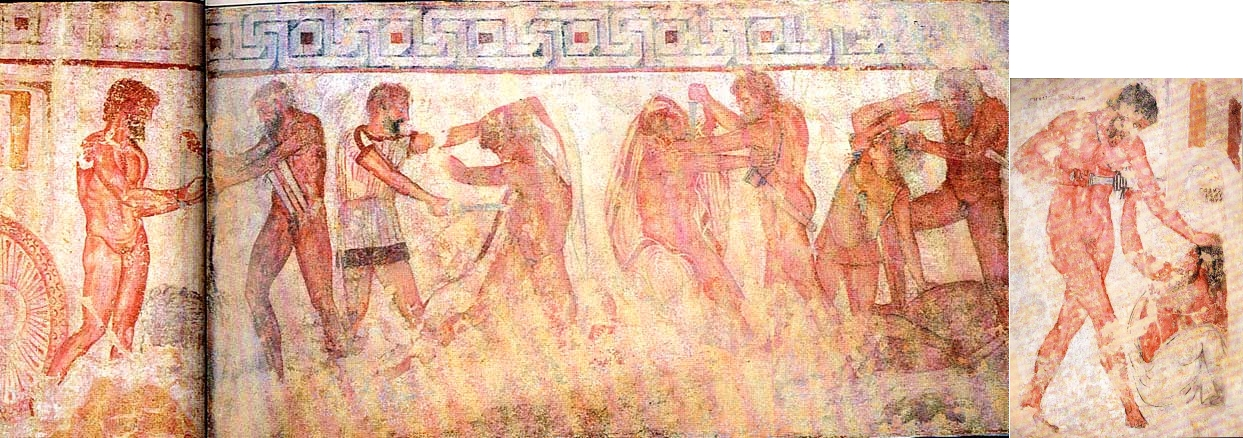
Scène de la libération de Caelius Vibenna ; de gauche à droite : Caile Vibenna, Mastarna, Larth Ultes, Laris Papathnas Velznach, Pesna Aremsnas Sveamach, Rasce, Venthikau et Aule Vibenna ; à droite : Marce Camitlnas et Cnaeve Tarchunies Rumach.

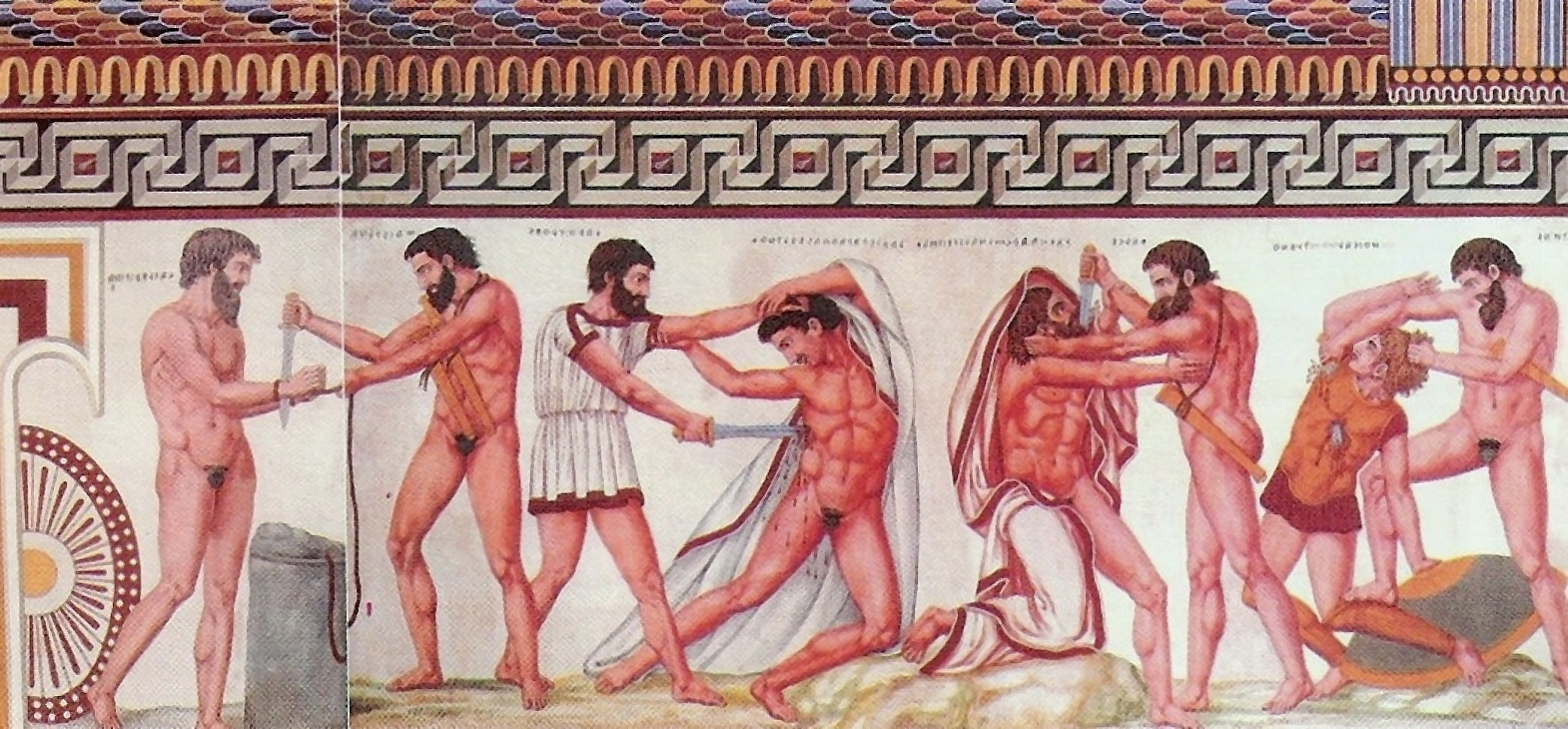
Copie/interprétation de Carlo Ruspi sur le site.

D'autres reproductions à la demande de Des Vergers, mais à l'échelle 1/10, ont ensuite été réalisées par  Nicola Ortis (perdues aujourd'hui).
Il fallut attendre 1931 pour que soit exposé au public, au Musée archéologique national de Florence, un fac simile complet des fresques de la tombe exécuté par Augusto Guido Gatti.

Reproductions du XIXe siècle, par Carlo Ruspi
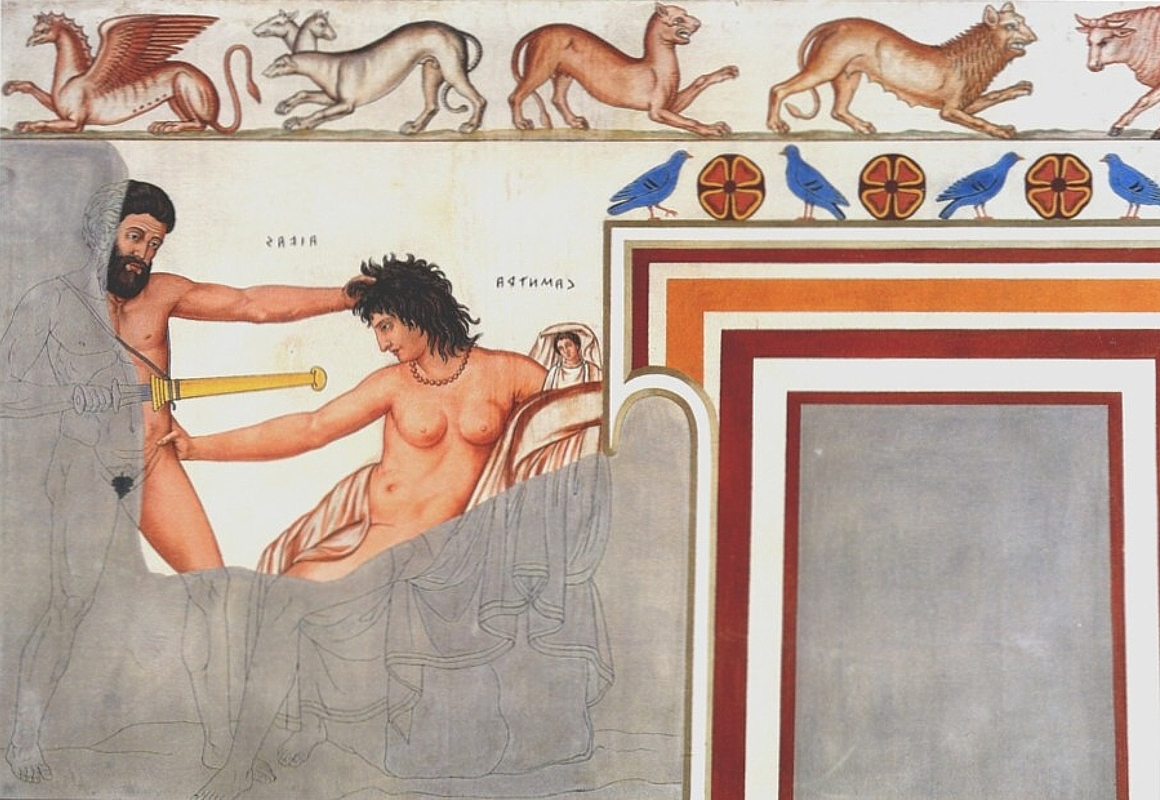
Ajax et Cassandre.
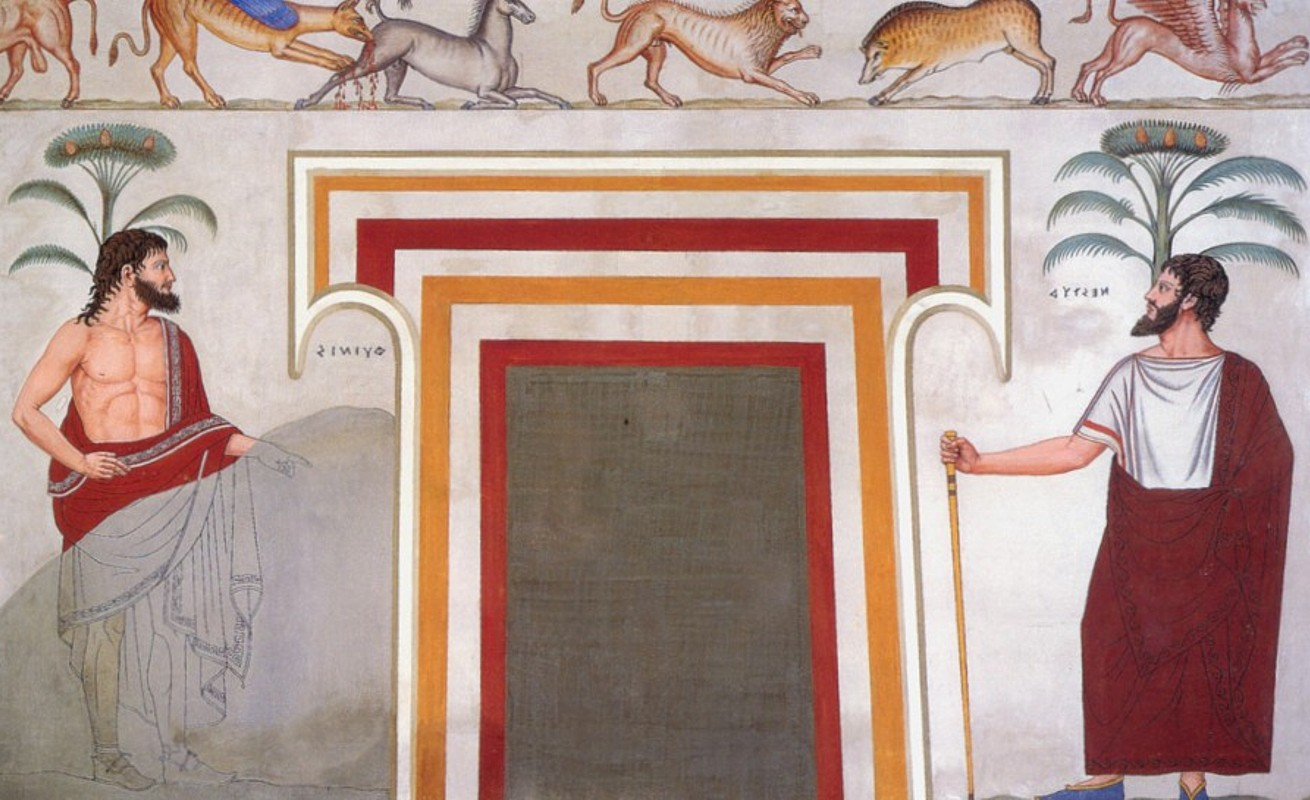
Phénix et Nestor.
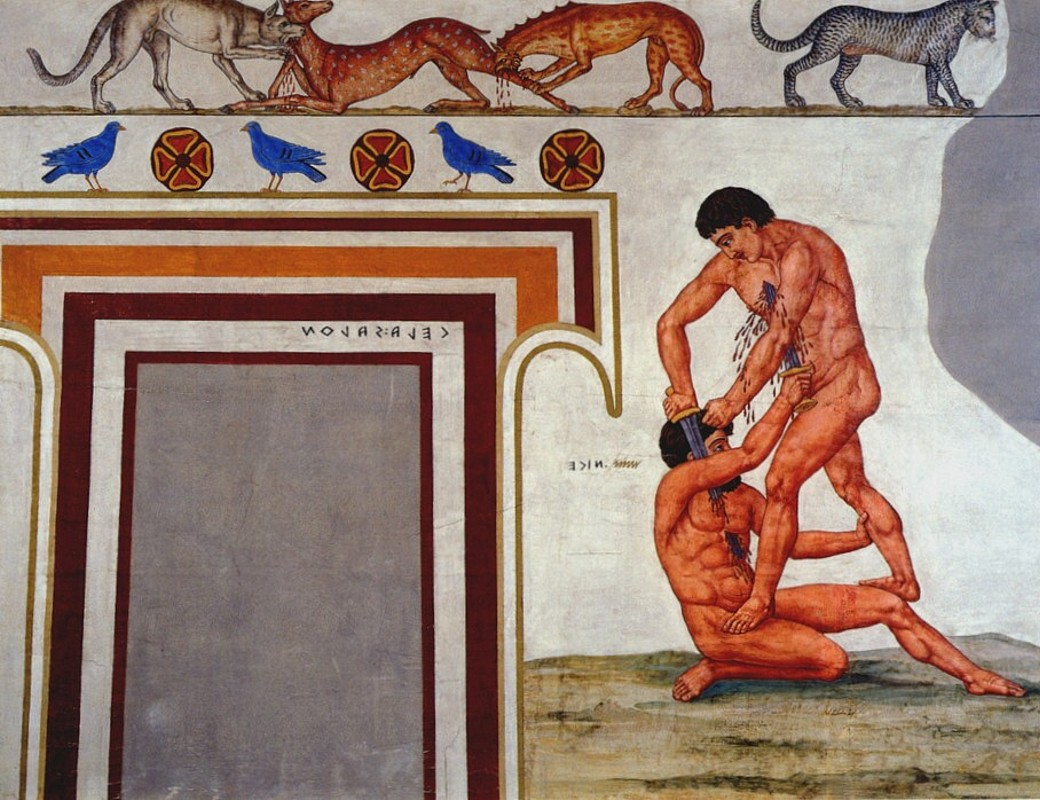
Étéocle et Polynice.
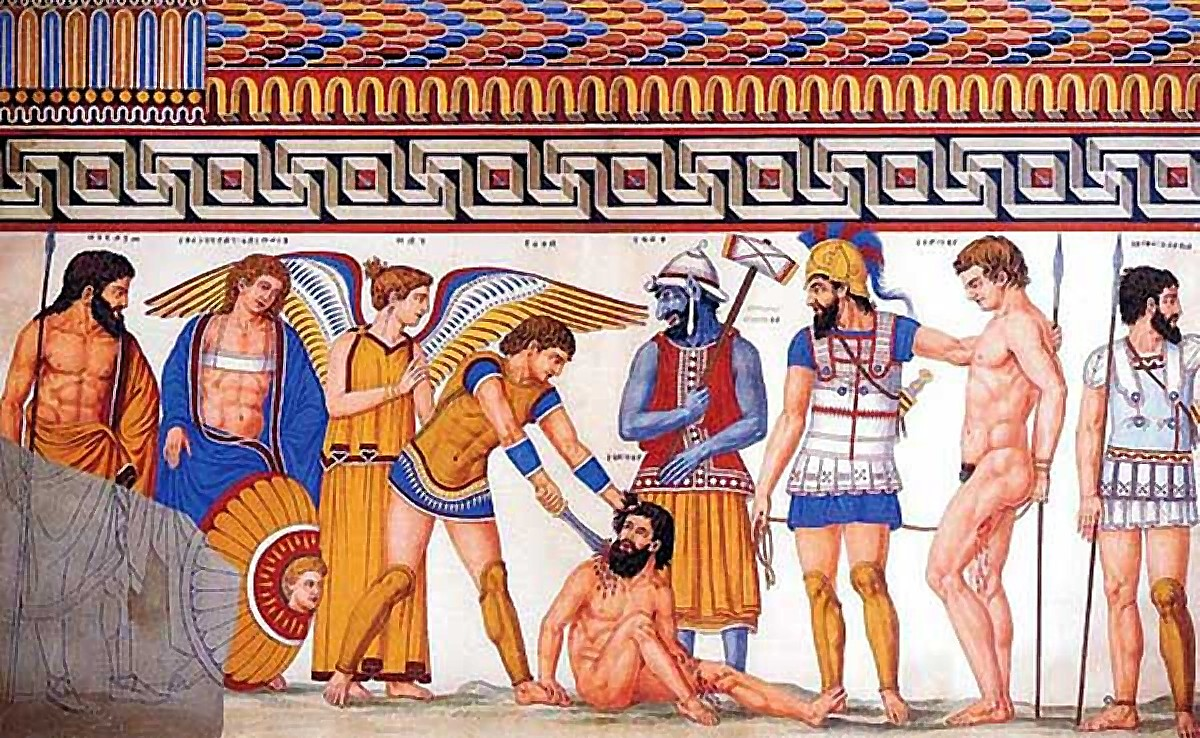
Sacrifice des prisonniers troyens.
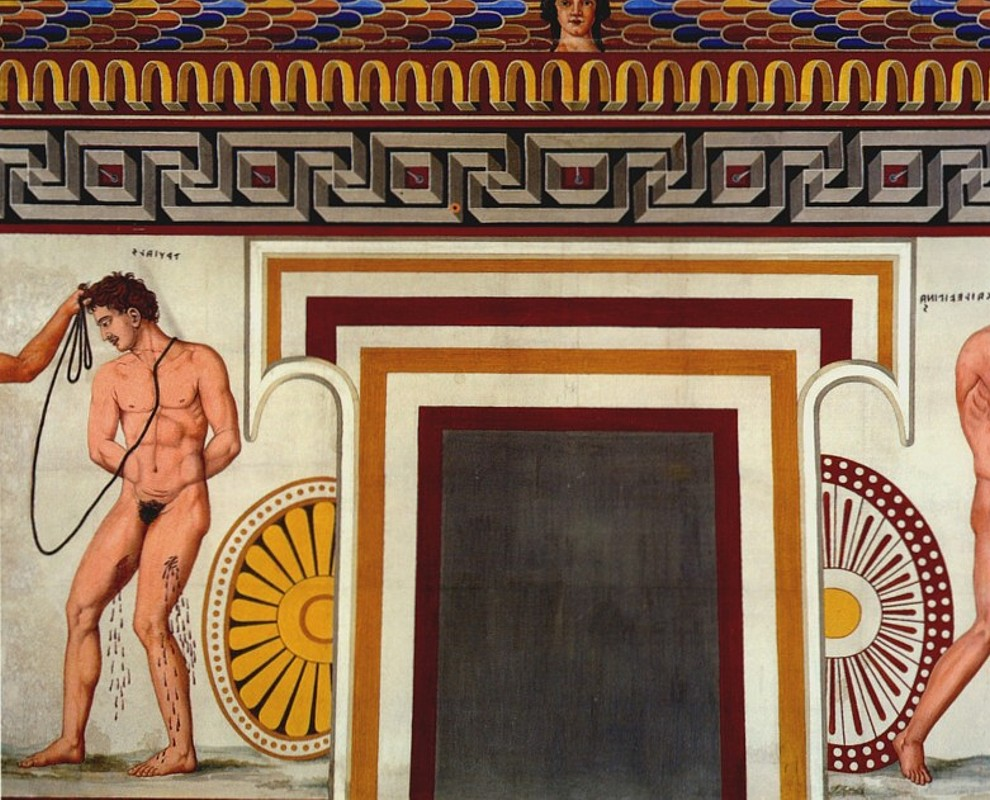
Prisonnier troyen (à gauche) et Caele Vipinas (non visible, à droite).
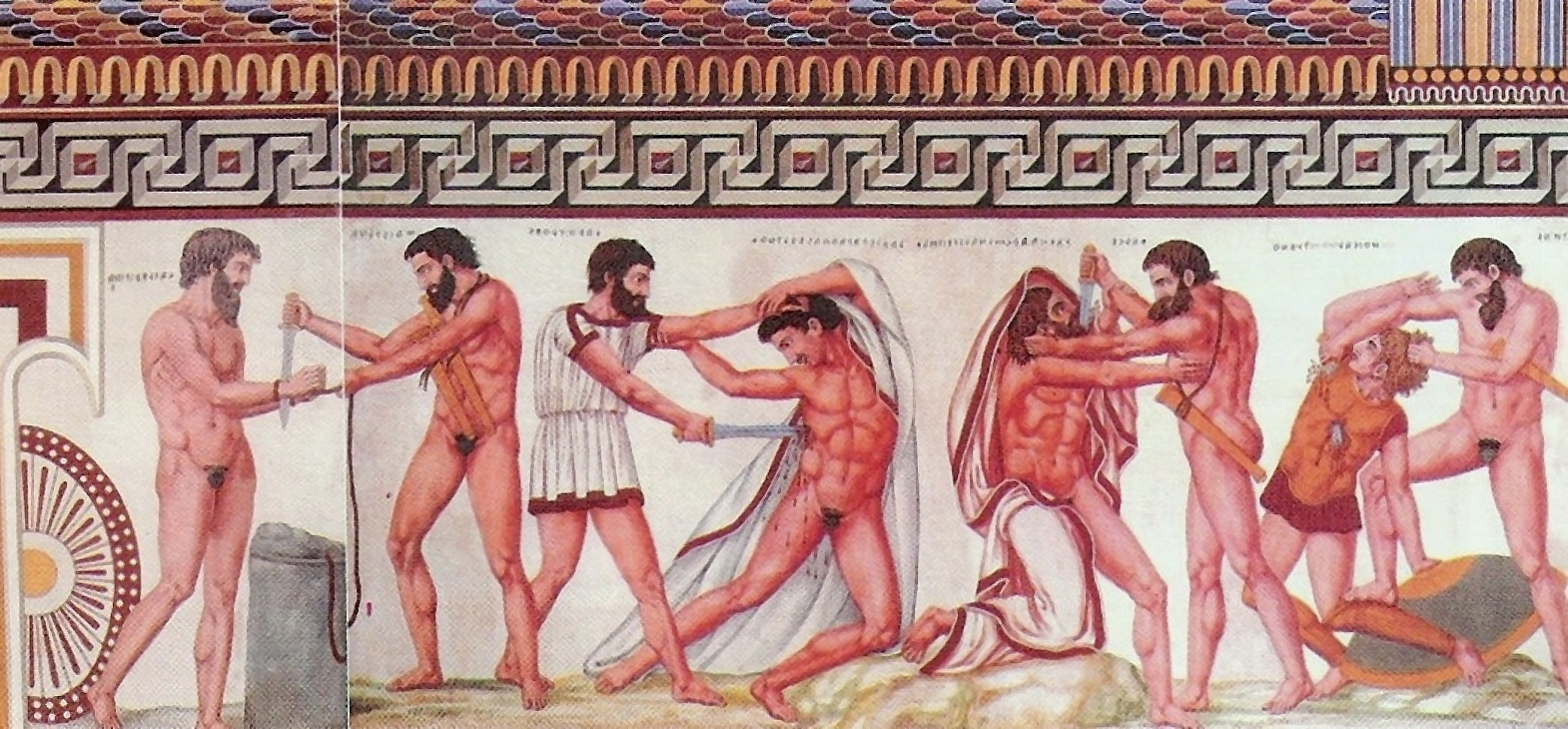
Macstrna libère Caele Vipinas (à l'extrême gauche) et combat.
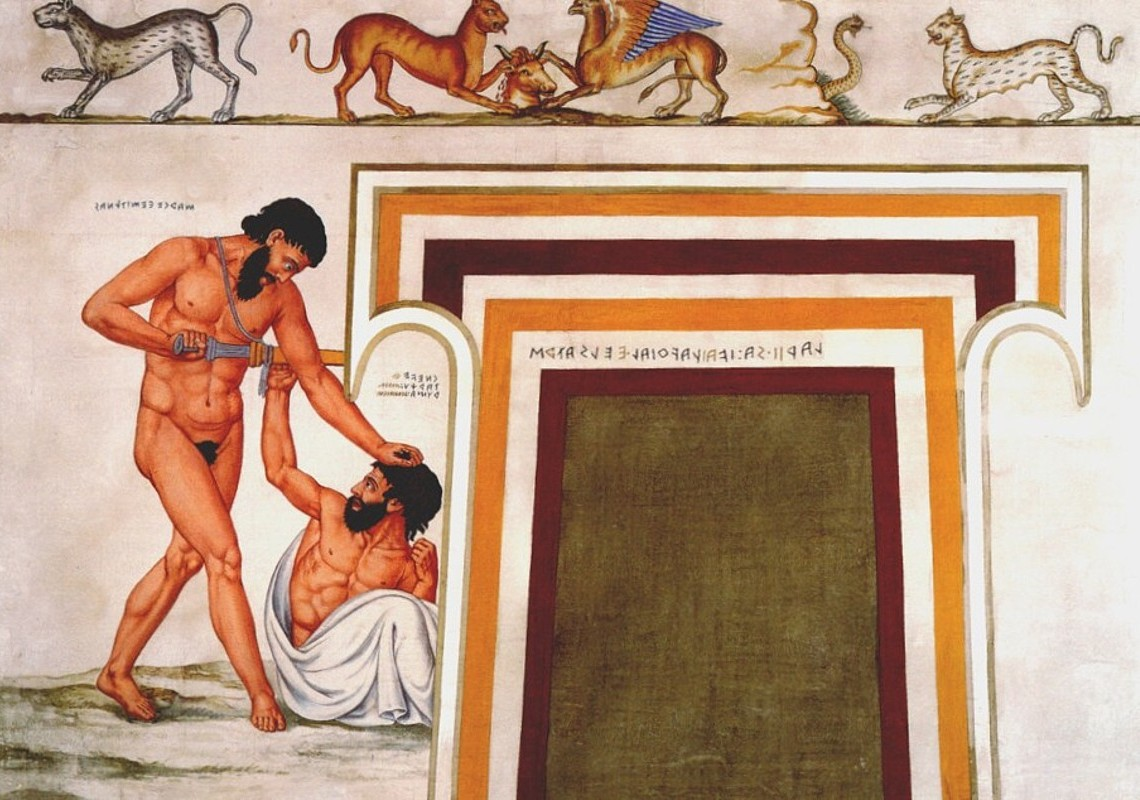
Camitlnas et Tarchunies.
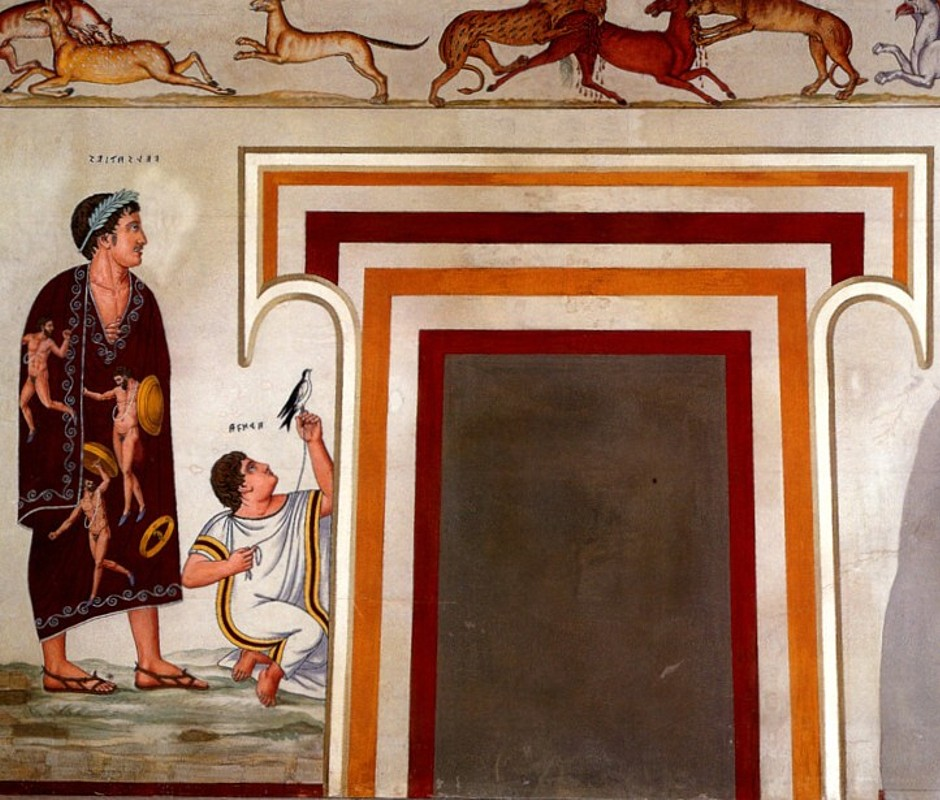
Vel Satis et Arnza.
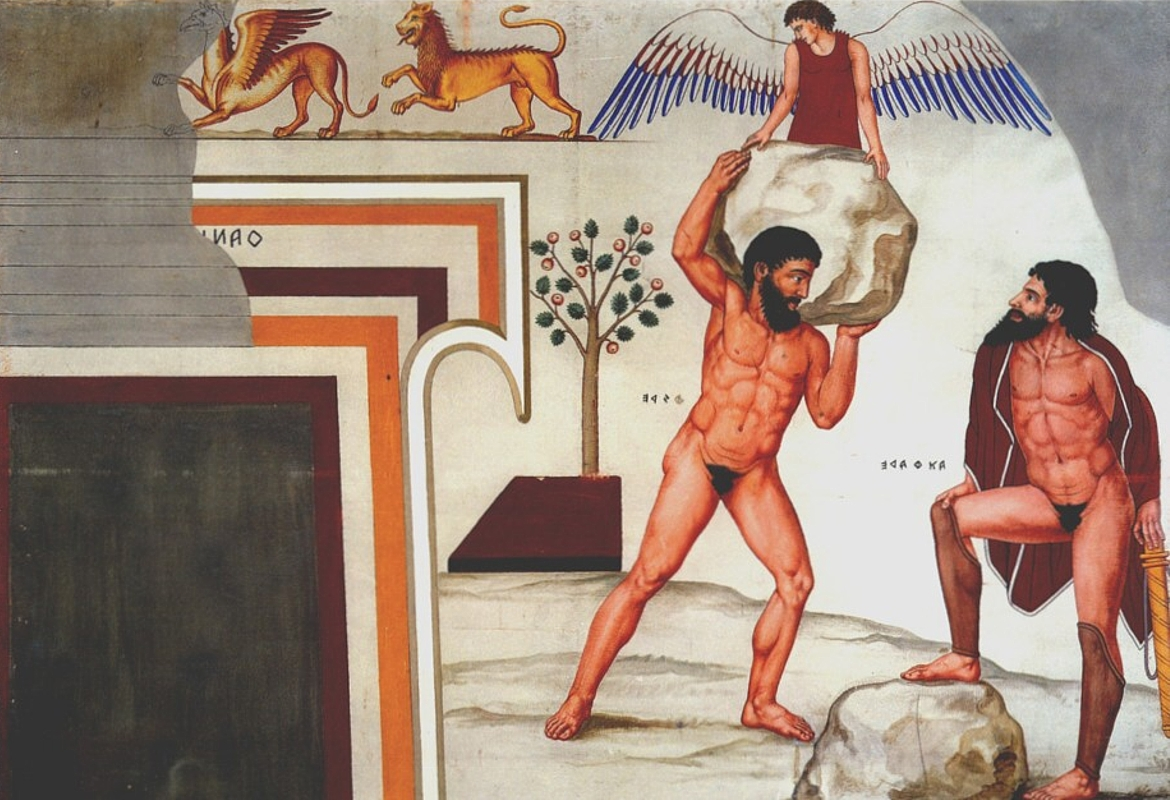
Sisyphe et Amphiaraos.

## Témoignage historique
« Cet événement dramatique, la délivrance de Mastarna par Caelius Vibenna et les siens, était resté dans les traditions de Vulci comme un épisode entre tous glorieux, digne de figurer dans la tombe François »

— Massimo Pallottino, Giovanni Colonna, François Villard, La Naissance de Rome, exposition au Petit-Palais, en mars-mai 1977.
Aulus et Caelius Vibenna sont des personnages historiques et leurs aventures aux côtés de Macstarna-Servius Tullius étaient connues de la tradition latine comme de la tradition étrusque.
Des informations sur Caelius Vibenna et son frère Aulus nous sont parvenues à travers de nombreux écrivains antiques parmi lesquels Tacite, Festus Grammaticus, Varron, Fabius Pictor, Arnobe et Denys d'Halicarnasse, Claude.
Le témoignage des fresques de la tombe François permet de situer à la fin du règne de Tarquin l'Ancien l'arrivée des Vibenna et de leurs guerriers à Rome, venus soutenir Servius Tullius/Macstarna contre Cneve Tarchunies Rumach (Gnæus Tarquin de Rome).
Il existe des divergences sur l'identité du roi secouru. Pour Tacite il s'agit de Tarquin l'Ancien, pour Festus de Servius Tullius. 
Arnobe signale l'antagonisme entre les personnages. À la mort de Caelius, le « seruulus » (son petit esclave) tue Aulus Vibenna pour prendre le pouvoir. Ce seruulus est probablement le « sodalis fidelissimus», le compagnon d'armes fidèle de Caelius, des tables Claudiennes Servius Tullius/Mastarna. Le suffixe étrusque na signifie la dépendance, de fait Ma(c)star-na « l'homme dépendant du magister ».
L'action des frères Vibenna a eu un impact considérable dans la civilisation étrusque car ils sont encore évoqués au cours du IVe siècle av. J.-C. sur un miroir et quatre urnes funéraires et par les peintures de la tombe de Vel Saties, continuateur de la tradition des chefs de guerre étrusques de Vulci contre les Romains.